# Marion Armstrong
Marion Armstrong (* um 1925) ist eine kanadische Badmintonspielerin. 

## Karriere
Marion Armstrong wurde 1948 nationale Meisterin in Kanada, wobei sie im Damendoppel mit Edith Marshall im Endspiel gegen Joan Hennessy und Marjorie Mapp mit 15-13 und 15-11 erfolgreich war. Für ihre Hochschule aus Toronto siegte sie ebenfalls bei interuniversitären Vergleichskämpfen.